# 針鰭鮗
針鰭鮗(学名：Beliops batanensis），又名針鰭銀寶魚、銀寶魚、黑七夕魚，為輻鰭魚綱鱸形目鱸亞目七夕魚科的其中一種，分布於西太平洋區的菲律賓海域，棲息深度9-12公尺，體長可達2.1公分，屬肉食性，雄魚有護卵的行為。

## 擴展閱讀
維基物種上的相關：針鰭鮗